# Isole Mamanuca

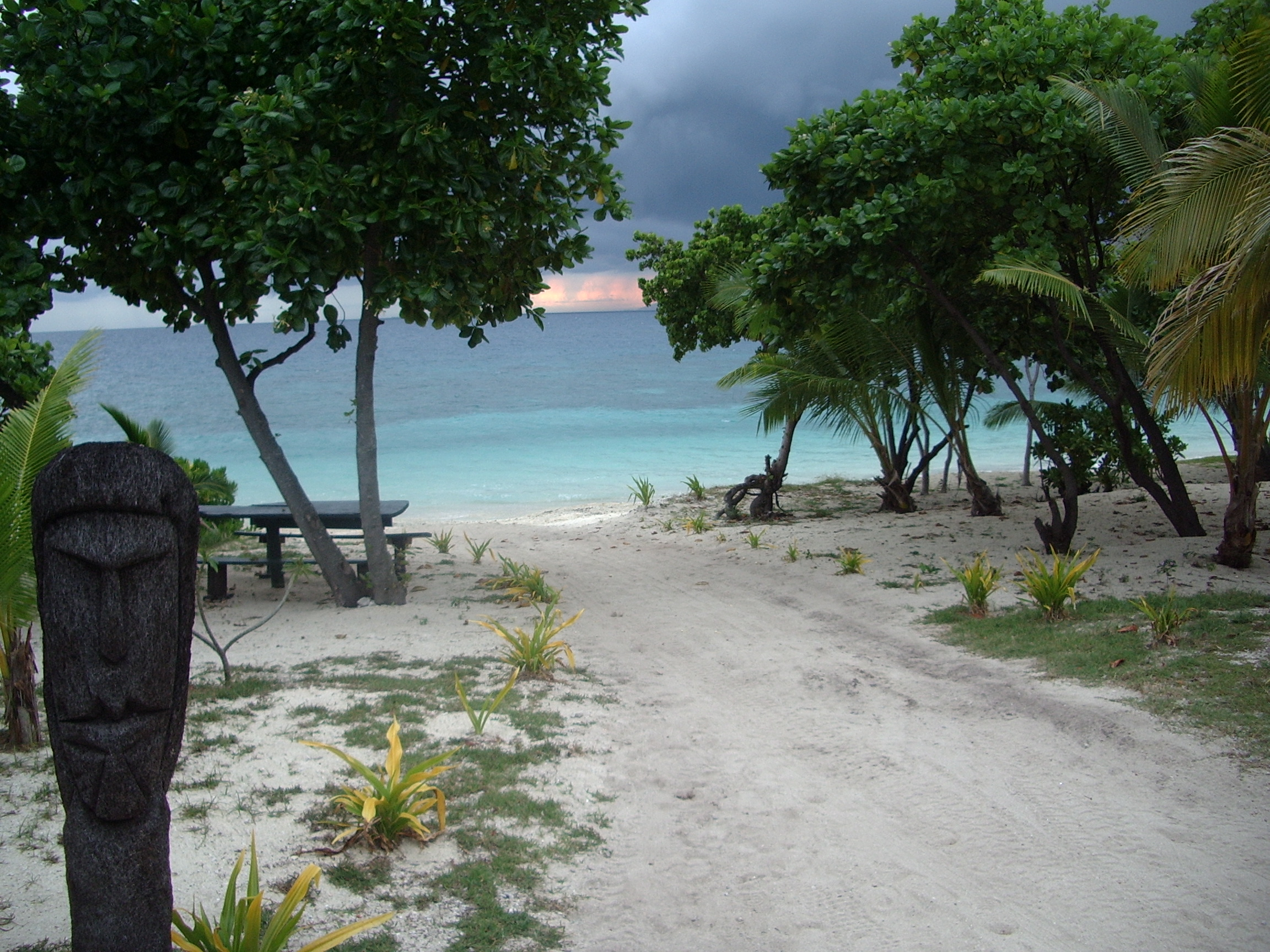
L'isola Bounty del gruppo delle Mamanuca, Figi.

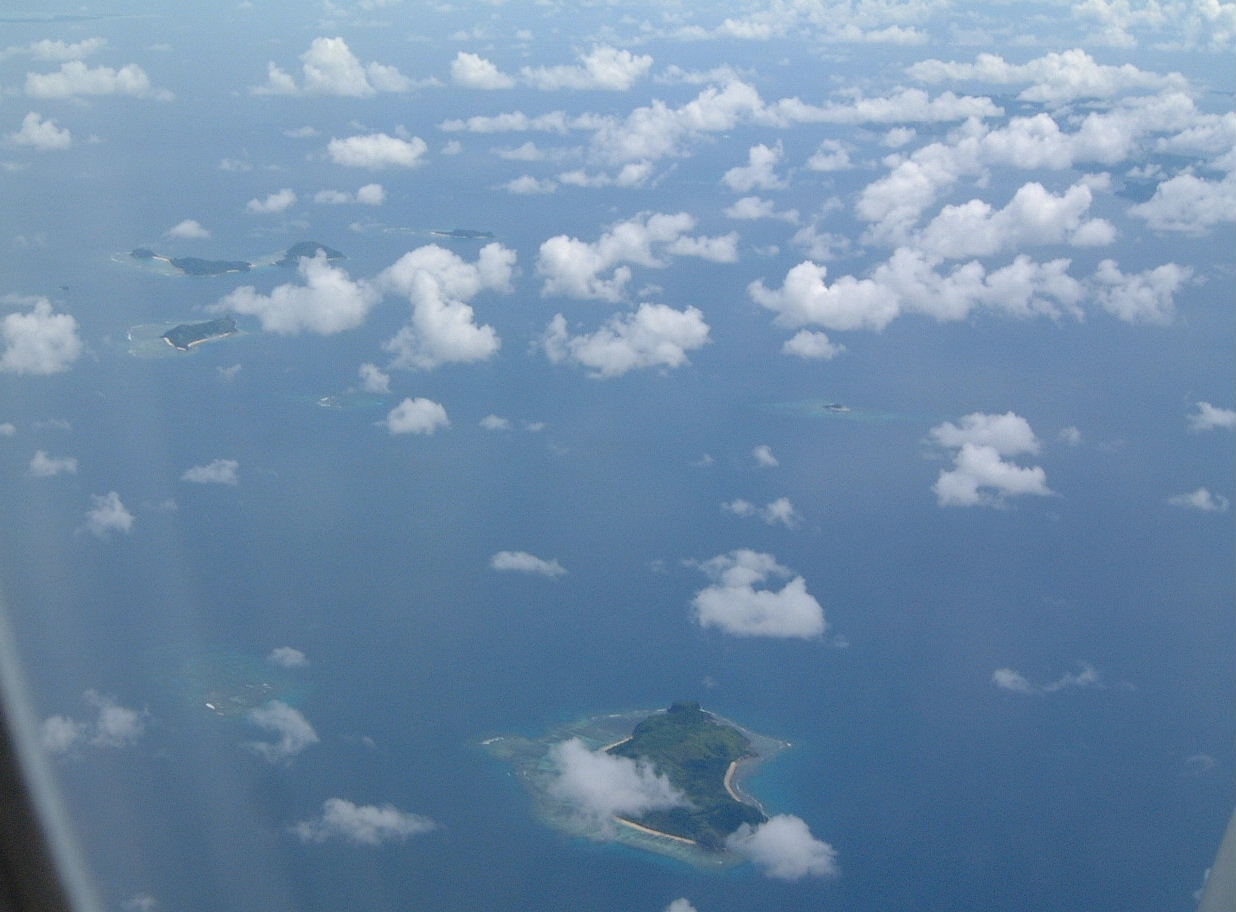
Il gruppo delle isole Mamanuca visto dall'aereo.

Le isole Mamanuca sono un arcipelago di origine vulcanica, che si trova a ovest dell'isola principale di Viti Levu di fronte alla località di Nadi sulle isole Figi. Da un punto di vista amministrativo fanno parte della Divisione Occidentale ed in particolare della provincia di Ba Distretto di Nadi.
Sono una destinazione turistica molto popolare e consistono in circa 20 isole, sette delle quali coperte dall'alta marea dell'Oceano Pacifico.
Una delle isole, Monuriki, è stata la principale location per il film Cast Away del 2000.

## Isole del gruppo delle Mamanuca
Le isole che fanno parte dell'arcipelago, alcune delle quali disabitate, sono le seguenti:
- Beachcomber
- Eori
- Kadavulailai (Bounty)
- Kadomo
- Malolo
- Malololailai
- Mana
- Manu
- Matamanoa
- Modriki
- Monu
- Monuriki
- Namotu
- Nautanivono (Yadua)
- Navadra
- Navini
- Qalito (Castaway)
- South Sea
- Tavarua
- Tavua
- Tivua
- Tokoriki
- Treasure
- Vomo
- Yanuya